# Stanfield, Arizona
Stanfield är en ort i Pinal County i delstaten Arizona, USA.